# Alojzij Mihelčič
Alojzij Mihelčič, slovenski skladatelj in politik, * 3. marec 1880, Harije, Kranjska, † 10. februar 1975, Ljubljana, Slovenija.

## Življenjepis
Že kot otrok je čutil veliko veselje do glasbe. V osnovni šoli se je učil klavir in glasbeno teorijo pri glasbeniku Martinu Zarniku. Študiral je na orglarski šoli v Ljubljani, kjer se je izpopolnil v orglah, klavirju in kompoziciji. 
Po koncu študija leta 1899 je postal pomožni učitelj in orglar v Štangi pri Litiji, kjer je bil tudi zborovodja tamkajšnjega zbora. Po nasvetu Mateja Hubada je začel zbirati in zapisovati slovenske ljudske pesmi, od katerih je mnoge priredil za moški in mešani pevski zbor in jih tudi izdal. Bil je orglar in župan v Metliki, kjer je ustanovil številen moški, mešani in ženski pevski zbor. V tem času je tudi postal nadzornik cerkvenega petja in orglarjev v semiški dekaniji. Ustanovil je tudi tamburaški zbor.
Vseskozi je bil pomembna osebnost v slovenskem javnem življenju. Leta 1912 je bil izvoljen za poslanca v kranjskem deželnem zboru, kjer je zastopal novomeški in črnomeljski okraj. Leta 1919 je prišel v Celje, kjer je imel veletrgovino z vinom. Postal je župan občine Celje Okolica (dvakrat, 1927-31), 1935 pa združene mestne občine Celje. Ustanovil je mešani pevski zbor. Od leta 1931 pa do upokojitve, ko se je preselil v Ljubljano, je bil ravnatelj Vzajemne zavarovalnice. Bil je med prvaki nekdanje SLS, ki so 14. avgusta 1935 podpisali prijavo za pristop k JRZ. Med svojim županovanjem v Celju je bil leta 1938 v celjskem okraju na listi JRZ izvoljen za poslanca in tako leta 1939 postal prvi podpredsednik jugoslovanske narodne skupščine in član senata Kraljevine Jugoslavije. 
Med drugo svetovno vojno so ga nemške oblasti zaprle in izgnale na Hrvaško, od koder se mu je posrečilo vrniti v Ljubljano. 

## Delo
Večji del njegovega opusa je posvečen cerkveni glasbi, saj je izmed njegovih 430 skladbami kar 296 cerkvenih, pa tudi 134 posvetnih pesmi, od katerih so nekatere ponarodele. Zbrane so v zbirkah Štirje venčki slovenskih narodnih pesmi, Šmarski odmevi, Šest slovenskih pesmi, 18 slovenskih narodnih pesmi za mešani zbor, Moje in narodne, kjer je najbolj priljubljena Polje. Njegova najbolj znana posvetna skladba je venček Nebo žari, niz prizorov iz prve svetovne vojne.